# Smaragdina clavareaui
Smaragdina clavareaui é uma espécie de insetos coleópteros polífagos pertencente à família Chrysomelidae.
A autoridade científica da espécie é Jakobson, tendo sido descrita no ano de 1906.
Trata-se de uma espécie presente no território português.